# マレフィス
マレフィス(maléfices)は、日本で活動したアーティストで、鴨志田琢（かもしだ たく、1969年9月21日-）と北上リュンヌ（きたかみ りゅんぬ、1970年5月6日-）によるユニット。作曲担当は鴨志田琢、作詞担当は北上リュンヌ。ユニット名はフランス語で「おまじない」や「魔法」の意味。
フランス語・英語・日本語で歌ったが、約2年という短期間で日本音楽界を去った。

## CD
- 2 1/2（ドゥー・ドゥミ）（1995年2月 ミニアルバム）
- Les Clandestins（1995年6月 ミニアルバム）
- Douce Planete（1996年3月 フルアルバム）

## ラジオ番組
- Noctambule（ノクタンビュール） ― 199？年放送局不明
- PARKSIDE JAM ― 1996年4月 - 9月 α-STATION